# Tetrastichus fuscipennis
Tetrastichus fuscipennis är en stekelart som beskrevs av Howard 1897. Tetrastichus fuscipennis ingår i släktet Tetrastichus och familjen finglanssteklar.
Artens utbredningsområde är Grenada. Inga underarter finns listade i Catalogue of Life.